# Željko Mardešić
Željko Mardešić (Milna, Brač, 10. svibnja 1933. – Split, 26. lipnja 2006.), hrvatski sociolog religije. Poznat pod pseudonimom Jakov Jukić.

## Životopis
U Komiži, na otoku Visu proveo je djetinjstvo i završio osnovnu školu, u Splitu gimnaziju. U Zagrebu, na Pravnom fakultetu Sveučilišta u Zagrebu diplomirao je pravne znanosti 1958. godine. Od 1960. do umirovljenja 1993. bio je pravni savjetnik u "Drvnom kombinatu" (od 1960. do 1970.) i "Jadrankamenu" (od 1970. do 1993.) u Splitu. Predavao je kolegij religije svijeta na Katoličkom bogoslovnom fakultetu u Splitu (nekadašnja Teologija) i kolegije sociologije religije i religije svijeta na Visokoj teološko-katehetskoj školi u Zadru. Bio je supokretač triju časopisa: "Crkve u svijetu" 1966. u Splitu te "Mirotvornoga izazova" 1991. i "Nove prisutnosti" 2003. u Zagrebu, aktivan sudionik brojnih znanstvenih skupova u zemlji i inozemstvu, delegat BKJ-a na Biskupskoj sinodi u Rimu 1985., vanjski suradnik Instituta društvenih znanosti "Ivo Pilar" u Zagrebu, Franjevačkoga instituta za kulturu mira u Splitu i Ekumenskoga instituta "Centro Aletti" u Rimu. Od 2003. bio je na čelu Katoličkoga akademskoga kruga (KRAK) kao njegov predsjednik. Sveučilište u Splitu dodijelilo mu je 2003. godine počasni doktorat.
Mardešićev prvi interes bio je Drugi vatikanski koncil i koncilske mijene te pitanje odnosa Crkve i religije prema modernomu svijetu.

## Djela

### Knjige
- 1973. Religija u modrenom industrijskom društvu (kao Jakov Jukić)
- 1988. Povratak svetoga. Rasprava o pučkoj religiji (kao Jakov Jukić)
- 1991. Budućnost religije. Sveto u vremenu svjetovnosti (kao Jakov Jukić)
- 1997. Lica i maske svetoga. Ogledi iz društvene religiologije (kao Jakov Jukić)
- 2001. Razgovor o opraštanju ( s Ivanom Šarčevićem, Antom Vučkovićem, Božom Vuletom)
- 2002. Svjedočanstva o mirotvorstvu
- 2005. Odgovornost kršćana za svijet
- 2007. Rascjep u svetom